# Lenišće
 Lenišće  falu Horvátországban Krapina-Zagorje megyében. Közigazgatásilag Tuheljhez tartozik.

## Fekvése
Zágrábtól 40 km-re, községközpontjától  4 km-re északnyugatra a Horvát Zagorje északnyugati részén fekszik.

## Története
A településnek 1857-ben 219, 1910-ben 317 lakosa volt. Trianonig Varasd vármegye Klanjeci járásához tartozott. A településnek 2001-ben 148 lakosa volt.

## Nevezetességei
Szent Margit tiszteletére szentelt temploma 1699 és 1703 között épült egy régebbi fakápolna helyén. Barokk, egyhajós épület, a főhomlokzatba épített harangtoronnyal. A templom a falun kívül, egy lapos fennsíkon áll. Egyszerű térbeli elrendezésű épület, téglalap alakú hajóval és vele azonos szélességű, háromoldalú szentéllyel. A 16. és 19 század közötti berendezésből különösen értékes az 1722-ből származó oltár, egy a 17. század közepéről származó kehely és egy Velencében nyomtatott misekönyv.

## Külső hivatkozások
Tuhelj község hivatalos oldala